# متلازمة باليستر-كيليان
متلازمة باليستر ـ كيليان (تعرف أيضاً بفسيفسائية التصبغ الرباعي 12p  أو متلازمة باليستر لاختلال الصيغة الصبغية الفسيفسائي) هي اضطراب وراثي نادر للغاية يحدث في البشر. تحدث متلازمة باليستر كيليان بسبب وجود زيادة شاذة في الصبغي متساوي الأذرع 12p، وهو الذراع القصير للكروموسوم الثاني عشر. وهو ما يؤدي إلى تطور تصبغ رباعي للصبغي 12p. ولأن ليست كل الخلايا لديها الكروموسوم الإضافي، فإن متلازمة باليستر كيليان هي حالة فسيفسائية (يمكن اكتشافها بسهولة أكبر في الخلايا الليفية الجلدية).
تم وصفه لأول مرة بواسطة فيليب باليستر في عام 1977 وتم بحثه بشكل أكبر بواسطة ماريا تيشلر نيكولا وفولفجانج كيليان في عام 1981.

## خصائص
تشمل الخصائص درجات متفاوتة من الإعاقة في النمو والصرع ونقص التوتر (متلازمة الطفل المرن) ونقص التصبغ وفرط التصبغ. يبدو على المرضى أيضًا بنية مميزة للوجه، والتي تتميز بالجباه المرتفعة، وشعر متناثر على الصدغ، ومسافة واسعة بين العينين، وطيات جفنية أنفية وأنف مسطح. قد يحدث ضعف في السمع والرؤية. قد يظهر المرضى أيضًا عيوب خلقية في القلب وارتجاع معدي مريئي وإعتام عدسة العين والحلمات الزائدة. يمكن أيضا حدوث مشاكل في الحجاب الحاجز.
مع دخول المرضى في مرحلة المراهقة، تتميز هذه المتلازمة بوجه خشن ومسطح وتضخم عضلة اللسان وبروز الفكين وشفة سفلية مقلوبة والتأخر الحركي مع فرط التوتر العضلي والتقفع.

## أسباب
لا يبدو أن متلازمة باليستر كيليان وراثية. اقترحت بعض الأبحاث أن وجود الكروموسوم الإضافي قد يكون مرتبطًا بالأخطاء الانقسامية ما قبل ميوزية، لدى كلا من الأم والأب. تم تقديم العديد من النظريات المتعلقة بآلية هذا التكوين.

## التشخيص
يمكن اكتشاف الـكروموسوم متساوي الأذرع (12p) بشكل مبدأي في عينات من الخلايا الليفية الجلدية، وكذلك في الزغابات المشيمية وعينات خلايا السائل الأمنيوسي. من النادر جدا، يمكن أيضًا اكتشافه في الخلايا الليمفاوية بالدم. ومن الممكن أيضًا اكتشاف الكروموسوم متساوي الأذرع في الخلايا الليمفاوية السابحة، بالإضافة إلى عينات أخرى من السائل الأمنيوسي والمشيمة. لا يوجد حد قاطع بخصوص مكان وجود الكروموسوم متساوي الأذرع. ومع ذلك، فمن غير المرجح في كثير من الأحيان أن يتم فحص هذه العينات عندما يكون النمط النووي للدم طبيعيًا.
باستخدام الموجات فوق الصوتية، قد يتم تشخيص متلازمة باليستر كيليان من خلال ملاحظة فرط التباعد والرقبة العريضة والأطراف القصيرة وأيدي أو أقدام غير طبيعية وفتق حجابي والاستسقاء السلوي. بمجرد ولادة الطفل، قد يتم تشخيصه من خلال ملاحظة خصائص الوجه المميزة للمتلازمة.